# Andrzej Krzywy
Andrzej Zbigniew Krzywy (ur. 5 marca 1964 w Warszawie) – polski piosenkarz, autor tekstów, kompozytor i prezenter telewizyjny. Członek Akademii Fonograficznej ZPAV.
W latach 1984–1987 gitarzysta i wokalista zespołu Daab, z którym wydał dwa albumy studyjne: Daab (1986) i Ludzkie uczucia (1987). Od 1987 wokalista zespołu De Mono, z którym wydał 13 płyt: Kochać inaczej (1989), Oh Yeah! (1990), Stop (1992), Abrasax (1994), Paparazzi (1997), Play (1999), De Luxe (2001), Siedem dni (2006), No Stress (2010), Spiekota (2012), Symfonicznie (2014), XXX (2017) i Reset (2019). Również artysta solowy, wydał album pt. Premiera (1996).

## Wczesne lata
Urodził się na warszawskim Mokotowie, od drugiego roku życia mieszkał z rodziną na Służewiu. Jego ojciec pochodził ze Lwowa i pracował w fabryce kineskopów i telewizorów, a matka urodziła się w Zbąszyniu i była telefonistką. Ma troje młodszego rodzeństwa: Arkadiusza (młodszego o dwa lata), Tomasza i Annę. Gdy miał dziewięć lat, zmarł mu ojciec. Matka zmarła na raka płuc.
Ukończył naukę w Technikum Energetycznym im. Synów Pułku w Warszawie. Tytuł jego pracy dyplomowej brzmiał „Trasy przelotów ptaków na świecie”.

## Kariera muzyczna

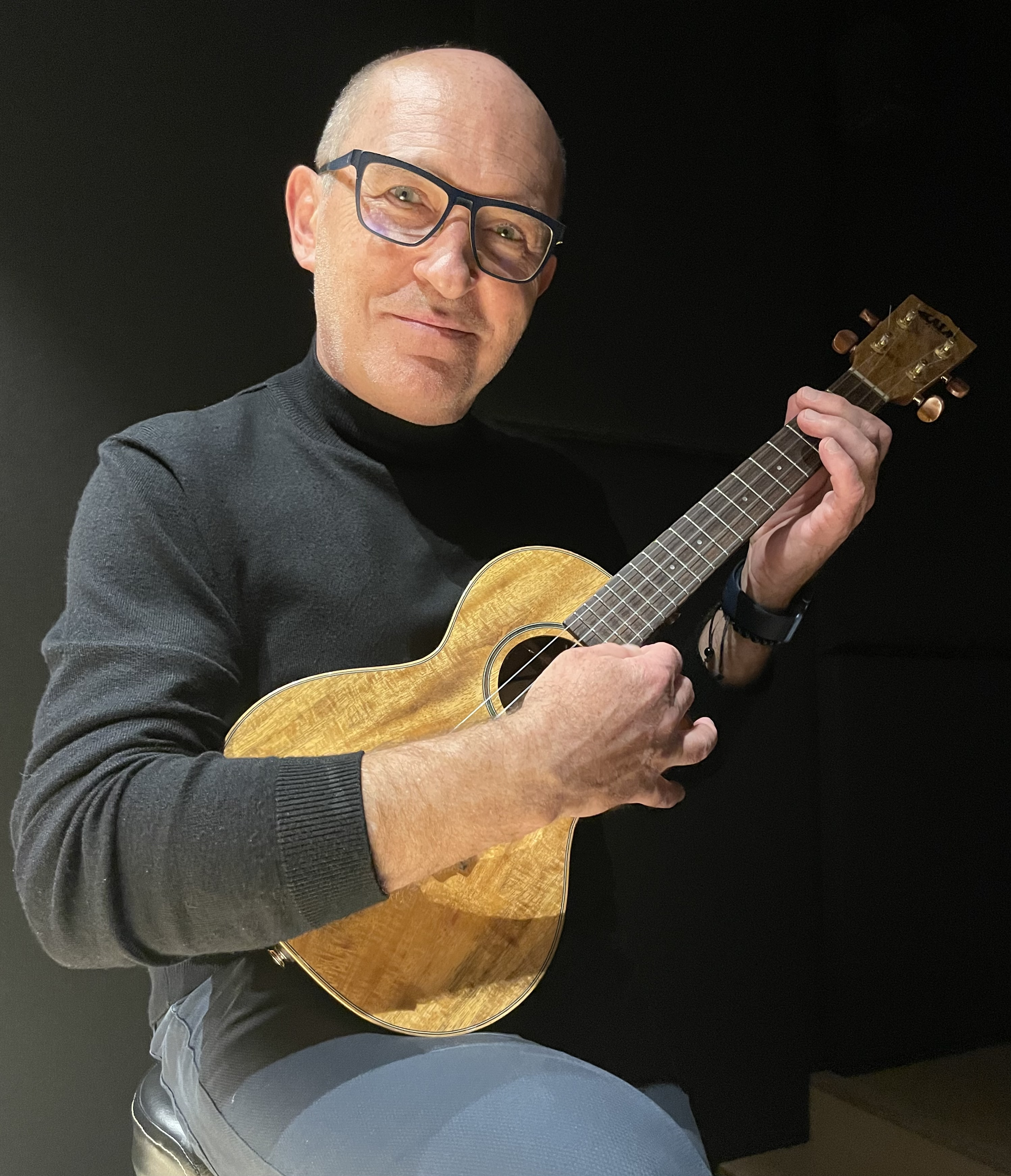
Andrzej Krzywy (2022)

Jako nastolatek był ulicznym grajkiem i występował na weselach. W latach 1984–1987 był związany z zespołem Daab, grającym muzykę reggae, którego najpierw był gitarzystą, a później także wokalistą. Z zespołem nagrał dwie płyty: Daab (1986) i Ludzkie uczucia (1987).
Po odejściu z Daab w 1987 został wokalistą zespołu pop-rockowego De Mono, zajmując miejsce Marka Kościkiewicza. Do tej pory wydał z grupą 12 albumów studyjnych: Kochać inaczej (1989), Oh Yeah! (1990), Stop (1992), Abrasax (1994), Paparazzi (1997), Play (1999), De Luxe (2001), Siedem dni (2006), No Stress (2010), Spiekota (2012), Symfonicznie (2014), XXX (2017) i Reset (2019) oraz napisał wiele przebojów zespołu, w tym „Kochać inaczej”, „Moje miasto nocą”, „Kolory” czy „Ostatni pocałunek”.
W 1996 wydał debiutancki, solowy album studyjny pt. Premiera, który promował singlami „Chcemy tańczyć”, „Koker” i „Życie jest piękne po północy”. W 1998 nagrał i wydał album studyjny pt. Sędzia Dread, który nagrał wraz z muzykami z zespołu Daab pod szyldem Sędzia Dread.
W 2010 wspólnie z Kasią Wilk i zespołem Pectus nagrał singiel „Jeden moment olimpijski”, stworzony na zlecenie Radia Zet i dedykowany reprezentacji Polski na Zimowych Igrzyskach Olimpijskich w Vancouver. W 2011 wraz z innymi wykonawcami nagrał charytatywny singiel „Anioły niebios wstrzymajcie czas”

## Działalność pozamuzyczna
Prowadził teleturnieje Pomidor (1997), emitowanym w TVP1 i Szafa gra (2005), emitowanym w Polsacie i współprowadził program Od Opola do Opola (2018). Ponadto był kapitanem drużyn w teleturniejach muzycznych To było grane (1999–2000), emitowanym w TVN i Singa Dinga (2007–2008), emitowanym w TV Puls, a także został jednym z kapitanów teleturnieju TVP1 pt. Wiesz czy nie wiesz? (2023). Brał udział w programie Dubidu (2006) i kilku wydaniach Wielkiego Testu TVP (od 2012). Uczestniczył w piątej edycji programu rozrywkowego Polsatu Dancing with the Stars. Taniec z gwiazdami (2016).
W latach 2010-18 prowadził autorską audycję Krzywy Live w Radiu Złote Przeboje.
W 2016 nakładem wydawnictwa Edipresse Polska ukazała się książka pt. „Na krzywy ryj”, będąca wywiadem-rzeką przeprowadzonym z Krzywym przez Kubę Frołowa.

## Życie prywatne
Z pierwszą żoną Beatą Szpigiel ma córkę Aleksandrę. Para rozwiodła się 28 listopada 2006 po 15 latach wspólnego pożycia. W 2010 poślubił Annę Domańską. Mieszka w Chotomowie.

## Dyskografia
Albumy solowe
| Tytuł    | Dane dot. albumu                           |
| -------- | ------------------------------------------ |
| Premiera | - Data: 1996 - Wydawca: Zic Zac/BMG Poland |

Single
| „Chcemy tańczyć”                              | 1996 | 38 | Premiera |
| „Koker”                                       | 1996 | 36 | Premiera |
| „Spełnienie” / „Życie jest piękne po północy” | 1996 | 50 | Premiera |
| „Horyzont” (oraz Kayah i Kasia Stankiewicz)   | 1996 | 38 | –        |
| „–” singel nie był notowany.                  |      |    |          |

Inne
| Album                               | Rok  | Utwór                                            | Źródło |
| ----------------------------------- | ---- | ------------------------------------------------ | ------ |
| Wojtek Pilichowski – Granat         | 1996 | gościnnie śpiew w utworze „Cytrynowy Spray”      | [ 38 ] |
| Piotr Krakowski – Pankracy Sessions | 2008 | gościnnie śpiew w utworze „Mamona (Kośmaty Sen)” | [ 39 ] |
| Liber – Duety                       | 2013 | gościnnie śpiew w utworze „12 rund”              | [ 40 ] |
| Nocny Stróż – W którą stronę        | 2022 | gościnnie śpiew w utworze „Razem uda się”        | [ 41 ] |